# Un souper de neige
Un souper de neige est un roman de Jean Anglade publié en 2000.

## Résumé
St-Coutain est à moitié dans le Cantal des Salers et à moitié dans l'Aveyron des Aubrac. Léonce, 10 ans, est épris de Flora. Les maires peignent la frontière, et Flora déménage de l'autre côté. Puis elle va au collège à Aurillac. En 1948, Léonce fait son service en Allemagne. À son retour, F est mariée. Léonce va travailler à Paris. En 1992, il vient à St Coutain à la retraite et épouse Flora, veuve. Ils se retrouvent comme quand enfants, ils avalaient les flocons.

## Éditions imprimées
- Jean Anglade, Un souper de neige, Paris, Presses de la Cité, coll. « Romans Terres de France », 25 août 2000, 417 p. (ISBN 978-2-258-05271-0, BNF 37195413)
- Jean Anglade, Un souper de neige, Paris, Pocket, coll. « Pocket » (no 11312), 23 mai 2002, 319 p. (ISBN 978-2-266-11288-8, BNF 38865723)

## Livre audio
- Jean Anglade et Yves Mugler (narrateur), Un souper de neige, La Roque-sur-Pernes, Éditions VDB, 1er septembre 2004 (ISBN 978-2-84694-190-7, BNF 40228513)Support : 8 disques compacts audio ; durée : 9 h 8 min environ ; accompagnement musical de Thierry Duhamel ; référence éditeur : VDB042.